# Julius Collen Turner
Julius Collen (Schievelbein, 20 augustus 1881 - Oostende, 27 november 1948), artiestennaam Julius Collen Turner,  was een Duits beeldend kunstenaar, die geruime tijd in Oostende verbleef.

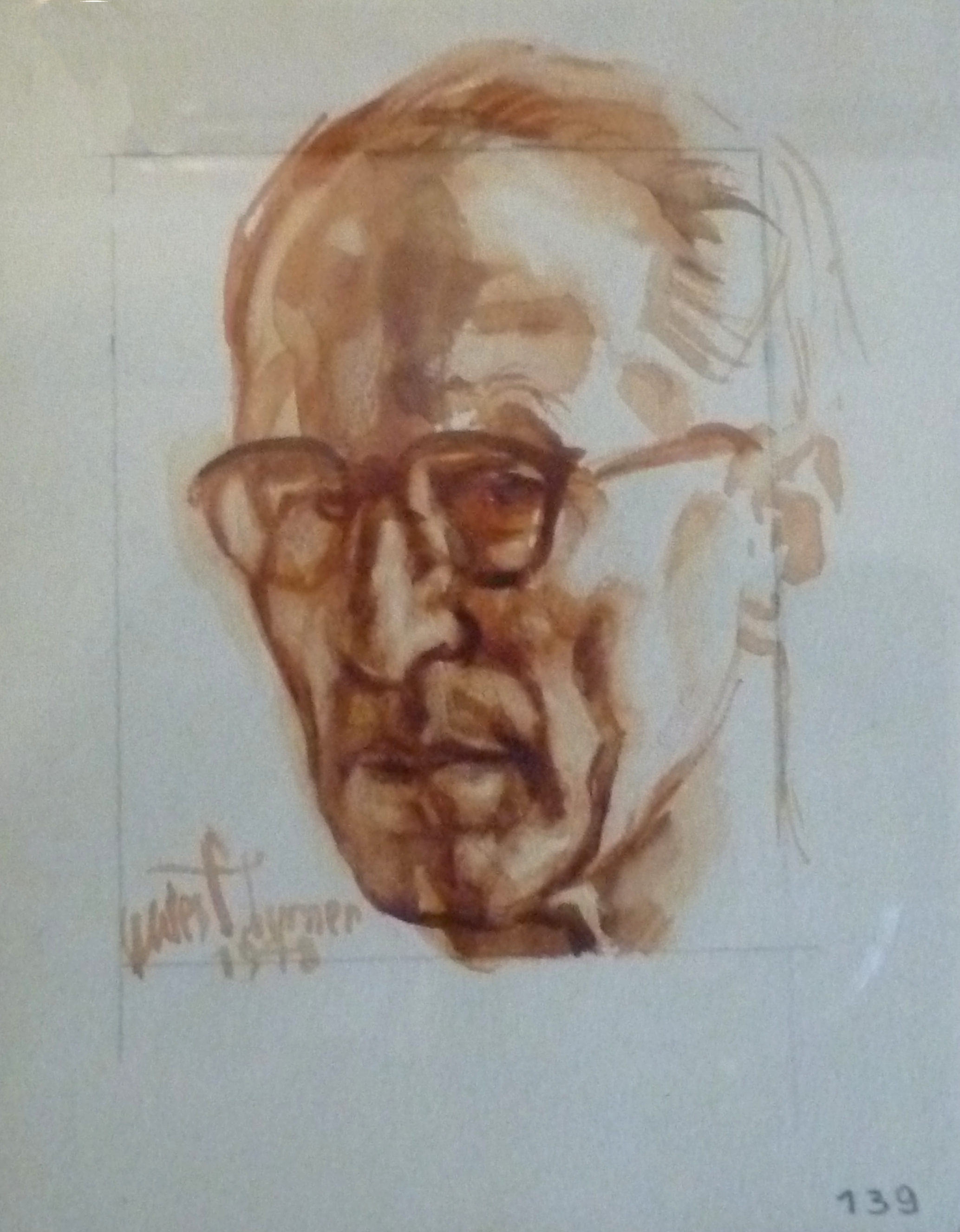
Zelfportret (1948)

## Levensloop
Julius Collen was al in zijn kindertijd een begaafde tekenaar. Hij werd turnleraar aan de Hogeschool voor Lichamelijke Opvoeding in Berlijn en gaf ook les in het degenschermen, onder andere aan de Militaire School van Berlijn. Toen hij hierbij gewond werd aan zijn rechterarm, besloot hij kunstenaar worden. Hij volgde les aan de Hochschule für Bildende Künste in Berlijn bij onder andere leraars zoals Hanke, Woldemar Friedrich en Hans Meyer. Zijn medeleerlingen gaven hem de bijnaam "der Turner", verwijzend naar zijn oorspronkelijk beroep. Hij maakte studiereizen naar Frankrijk en Nederland.
Tijdens de Eerste Wereldoorlog diende hij als officier in het Duitse leger aan het Oostfront in de campagnes in Polen en Rusland. Wegens een dispuut met zijn overste, werd hij overgeplaatst van een gevechtseenheid naar de verbindingstroepen. Reeds in die tijd maakte hij veel grafisch werk in potlood, sanguine, houtskool en kleurpotlood met typische krijgstaferelen, zoals "Russische krijgsgevangenen" (1916) of "Soldaten marcheren een kazerne binnen " (1917). Veel van deze tekeningen werkte hij later om tot zink- of koperetsen.
Na de demobilisatie in 1918 vestigde zich in Berlijn en huwde in juni 1924 met de Oostendse Aline Höche (1889-1984). Hun zoon Bernd werd er geboren in 1929.
Gedurende het interbellum verkreeg hij een zekere faam in Berlijn als kunstschilder en tekenaar van sporttaferelen, en gezichten uit deze stad en zijn zware industrie en van de spoorweg, luchtvaart, auto's en schepen. Hij maakte affiches en grafisch werk voor theater, opera en wetenschapsinstellingen of toegepaste grafiek voor de fonoplatenfabriek Carl Lindström en voor een koperdraadfabriek in Osnabrück. Ook stammen veel portretten uit die tijd, zoals van de dirigent Leo Blech, Albert Einstein, de violist Karl Höcker, de kunstschilder Paul Hermanns en de pianist Conrad Ansorge en nog veel anderen. Hij maakte ook enkele liefdevolle tekeningen van zijn vrouw en kind, zoals "Vrouw Collen aan de naaimachine" (1919)
In 1936 kwam hij met zijn gezin naar Oostende, omdat hij, als socialist, zich niet kon vinden in de sfeer rond het opkomend naziregime. Hij bouwde een nieuw netwerk op met lokale kunstenaars en in het bijzonder met James Ensor. Hij vertoonde ook meer en meer interesse in godsdienst ("Calvarie", tekening uit 1927) en ging ten slotte op bedevaart naar Lourdes. Hij had een in 1938 een tentoonstelling met etsen, pentekeningen, pastels en portretten in Galerie Studio, Oostende (samen met Karel Demuynck).
Bij het uitbreken van de Tweede Wereldoorlog werd hij, als Duits staatsburger, opgesloten in het Franse interneringskamp van Saint-Cyprien. Hier vond hij ook enkele Duitse schilders terug die werkzaam waren geweest in Oostende: Felix Nussbaum en Carl Rabus. Het kamp werd verwoest door een storm in oktober 1940. Hij werd dan overgebracht naar het beruchte interneringskamp in Gurs (tekening 1941: "Dance macabre" - Kamp van Gurs). Hij vond er ook enkele andere Duitse kunstenaars: Gert Wollheim, Karl Schwesig en Max Lingner. Zijn tekeningen uit die periode getuigen van de vreselijke levensomstandigheden in die kampen. Veel foto's, tekeningen en aquarellen uit de periode werden verzameld door de ziekenverzorgster Elsbeth Kasser. Deze verzameling, met o.a. werken van Collen Turner, werden in 1989 tentoongesteld in Skovgaard Museet in Viborg (Denemarken) en later nog in enkele Duitse steden.
Na zijn vrijlating in maart 1943 verbleef hij bij burgers in Saint-Jean-en-Royans. Ook hier bleef hij tekenen en schilderen.
Na de oorlog keerde hij in april 1946 terug naar België. Hij ging eerst naar Brugge, waar zijn gezin een gedwongen verblijf had. In 1948 verhuisde hij naar Oostende, waar hij, geknakt door de oorlogsomstandigheden, overleed in hetzelfde jaar. Hij ligt begraven op het kerkhof van de Stuiverstraat in Oostende.

## Stijl
Gedurende zijn leven gebruikte hij verschillende kunststijlen: postromantiek, postimpressionisme, een korte tijd fauvisme (1920), veel figuratieve stijlen (soms in de richting van het expressionisme).
Als kunstenaar had hij een zeer gevarieerde keuze aan onderwerpen waarbij hij een kijk gaf op een halve eeuw Europese geschiedenis. Hij maakte onder andere in 1920 een frontaal portret van Albert Einstein. Hij maakte ook religieuze tekeningen in clair-obscur, in de trant van Rembrandt, van wie hij trouwens veel fac-similés bezat (tekening 1930: "Ouderlingen lezen de Talmud").
Gedurende zijn Oostendse periode legde hij zich in hoofdzaak toe op schilderijen van stadstaferelen, havenzichten en zeebonken, polderlandschappen en zichten op Brugge. Uit die periode stammen ook veel geschilderde of getekende portretten: stadssecretaris Michel Surmont, James Ensor, museumconservator Carlos Loontiens, heemkundige Ernest De Taeye, politicus Henri Edebau en nog veel anderen.  Hij maakte ook een allegorie op de bevrijding van Oostende voor de lokale vakschool.
Op zijn werken zette hij een van volgende handtekeningen: J.C. Turner, Julius C. Turner, JCT, CT of gewoon T. In zijn Oostendse periode noemde hij zich ook soms "Jules" in plaats van "Julius".

## Musea
- Berlijn, Prentenkabinet
- Dortmund, Prentenkabinet
- München, Deutsches Museum
- Oostende, Stadsmuseum
- Osnabrück, Kulturgeschichtliches Museum

Ook veel werken in privébezit.

## Tentoonstellingen
- Museum voor Schone Kunsten, Oostende: Julius Collen Turner : 1881-1948 : Kunstschilder, Gaphicus Portrettist (juni-augustus 1994)
- Gemeentehuis De Panne: Oost west, thuis best. - Julius Collen Turner en de zee (2003)
- Stadsmuseum, Oostende : Julius Collen Turner, zijn Oostendse periode (november 2018 - april 2019)[2]

## Galerij

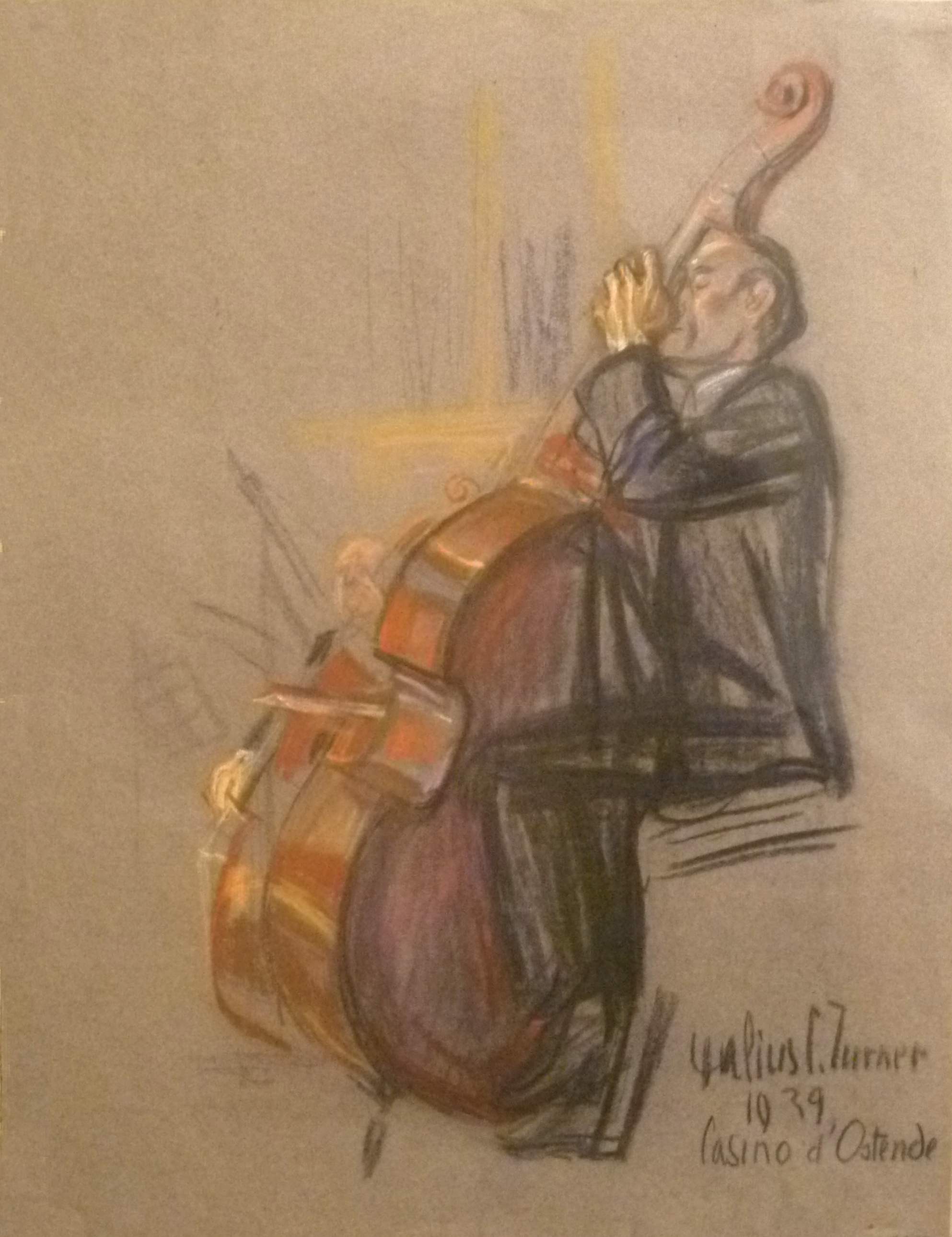
Contrabassisten van het Kursaalorkest van Oostende (1939)
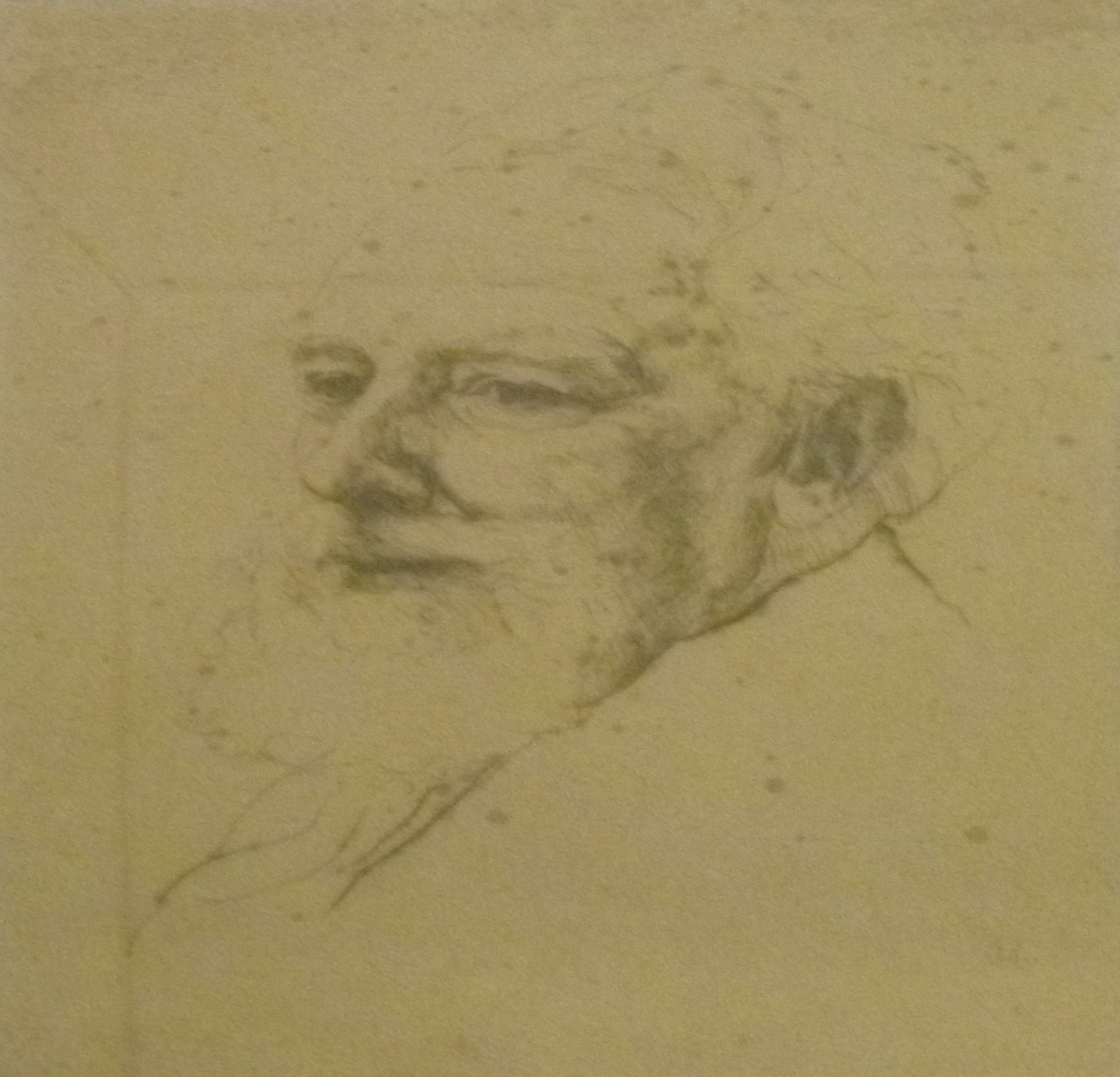
Portret van James Ensor (1940)
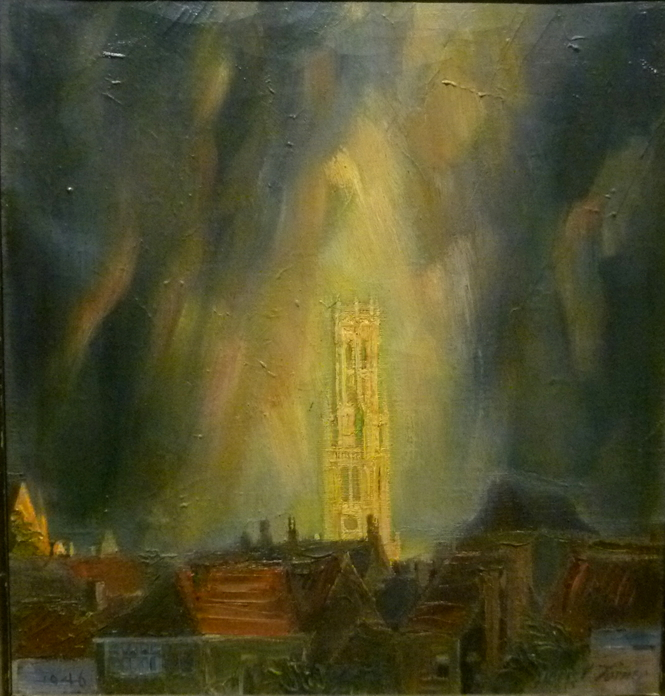
Het Brugse belfort bij onweer (1946)
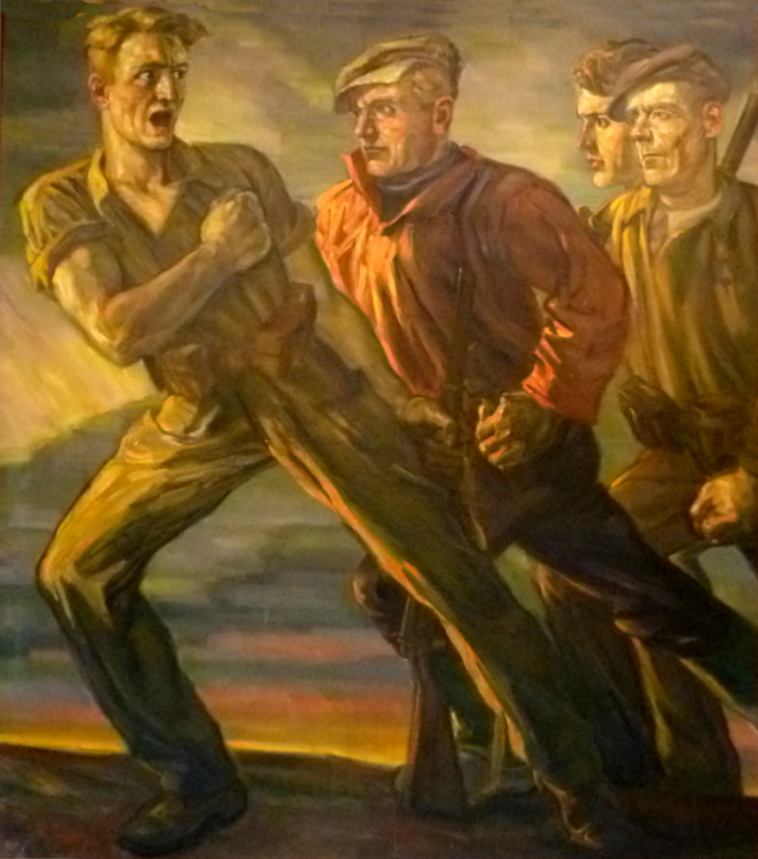
Hulde aan de Stad Oostende (1946)
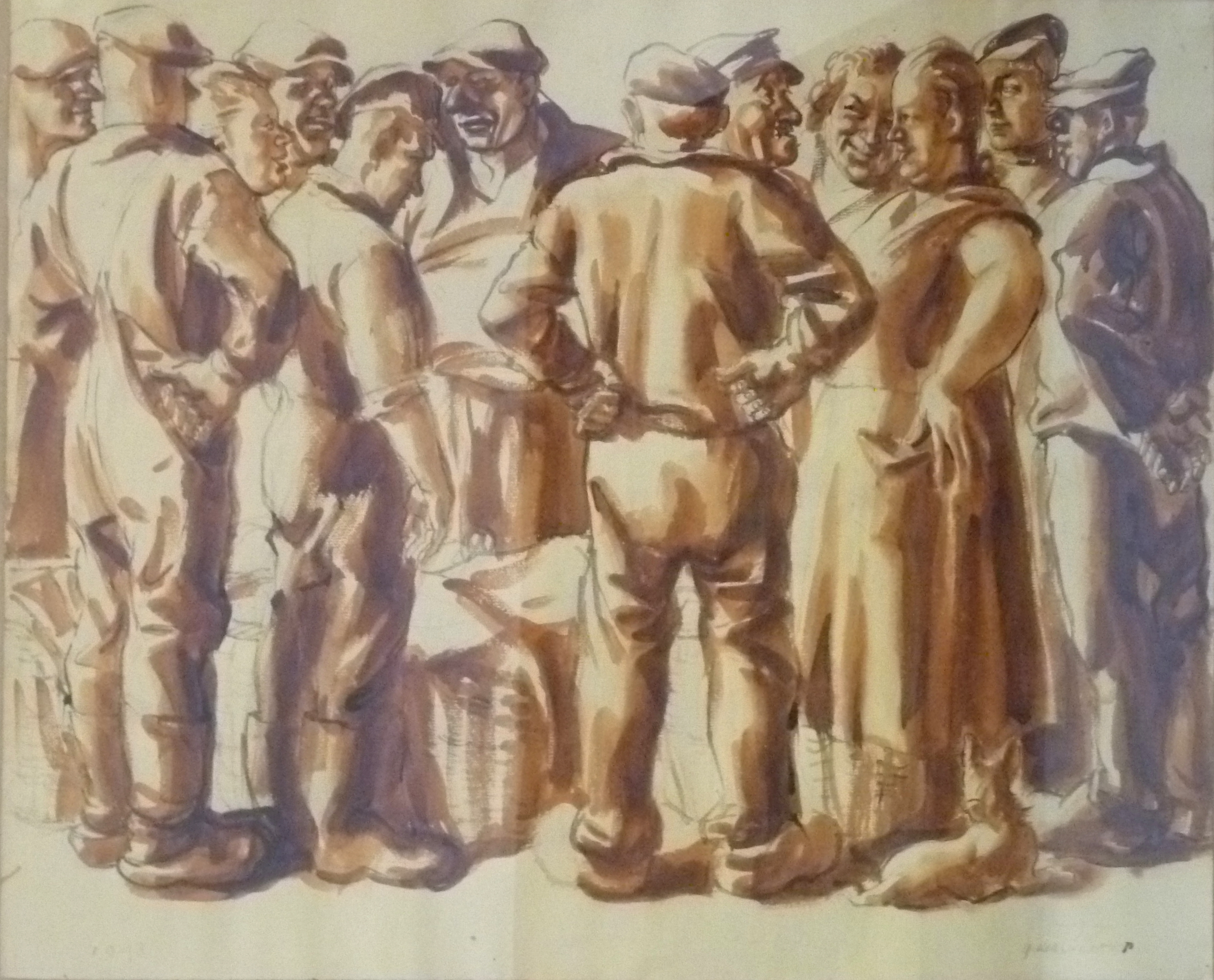
Oostendse vissers en vissersvrouwen (1948)
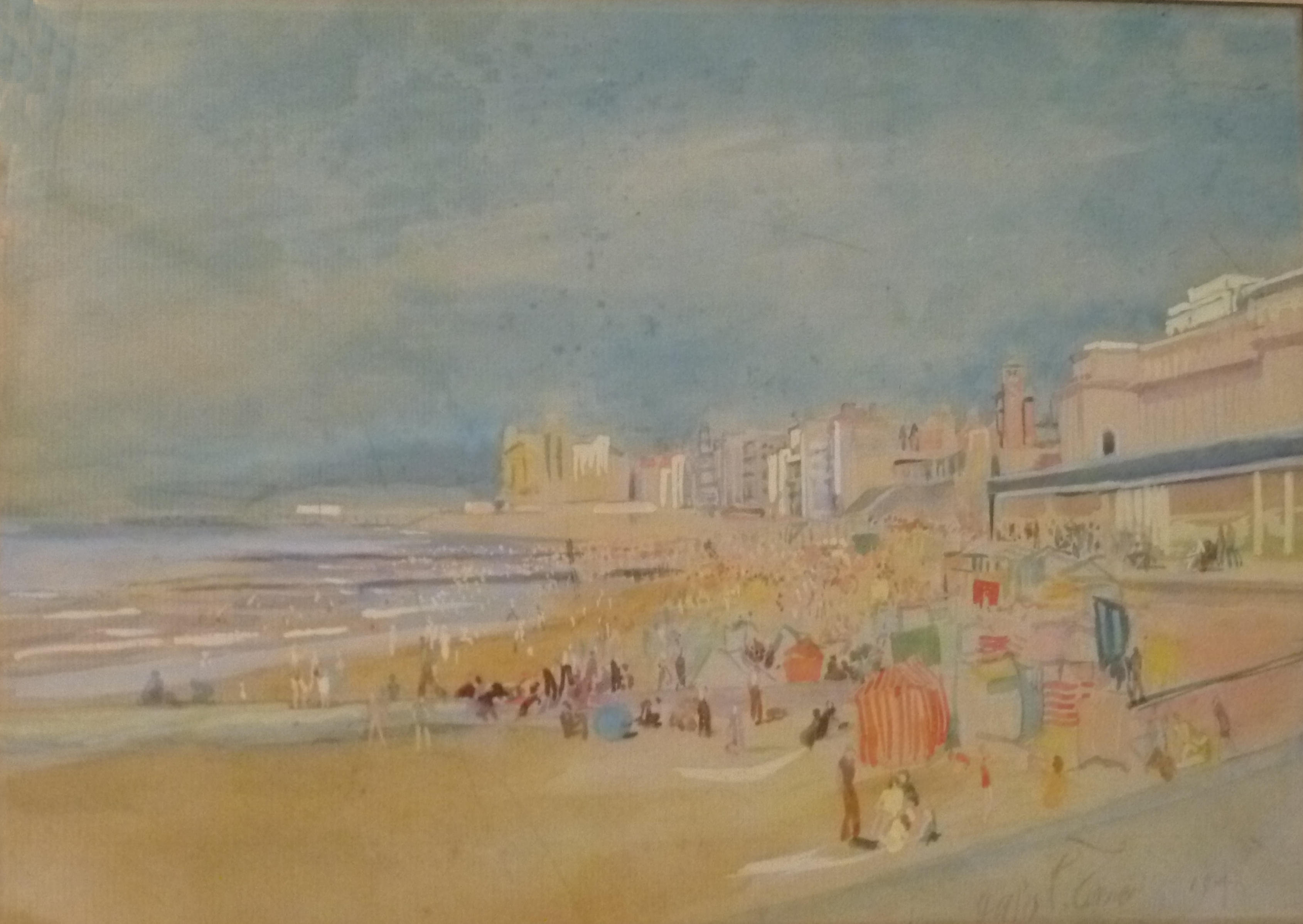
Strand van Oostende (rond 1948 ?)